# Banco Macro
Banco Macro ist eine argentinische Universalbank mit Sitz in Buenos Aires. Die Bank hat sich auf das Privatkundengeschäft für Personen mit niedrigen und mittleren Einkommen und mittelständische Unternehmen spezialisiert.
Im Jahr 1994 begab die Banco Macro als erste inländische Privatkundenbank Aktien. Seit diesem Zeitpunkt werden die Aktien an der Bolsa de Comercio de Buenos Aires gehandelt. Seit 2006 werden ADRs an der NYSE gehandelt.